# Спорт в Туркменистане

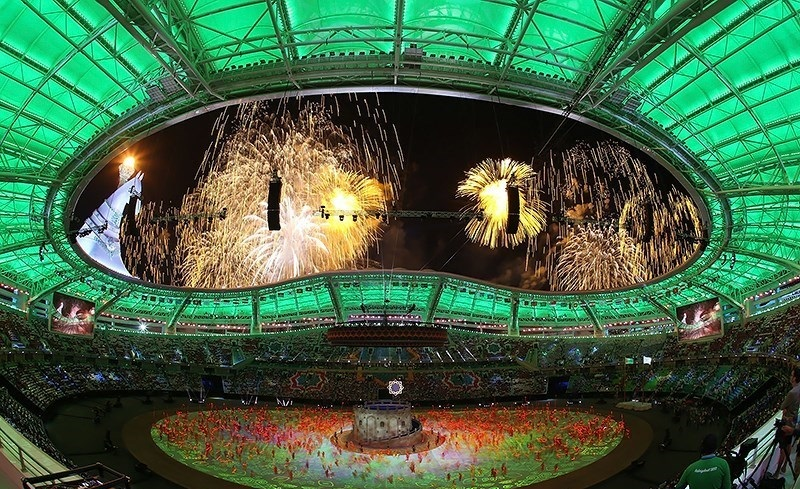
Олимпийский стадион в Ашхабаде во время церемонии открытия Азиатских игр по боевым искусствам и состязаниям в помещениях, 2017 год

Спорт в Туркменистане является частью культуры данной центральноазиатской страны. Наиболее востребованы такие виды спорта как футбол, борьба и шахматы. Организацией спорта занимается Государственный комитет Туркменистана по физкультуре и спорту. Олимпийский комитет Туркменистана, созданный в 1990 году, возглавляет президент Туркменистана Сердар Бердымухамедов, сын бывшего президента страны Гурбангулы Бердымухамедова. Установившийся в стране авторитарный режим оказывает большое влияние на спорт, который используется властями для спортсвошинга — улучшения репутации и формы пропаганды через спортивные соревнования. Крупнейшим мероприятием, который организовывал Туркменистан, стали Азиатские игры по боевым искусствам и состязаниям в помещениях 2017 года. На их финансирование было затрачено от 10 до 15 млрд долларов, что сравнимо с проведением Олимпийских игр.
В Олимпийских играх Туркменистан участвует с 1996 года. Единственную медаль для страны за всю историю завоевала Полина Гурьева на Олимпиаде 2020 в Токио в соревнованиях по тяжёлой атлетике.
Наиболее вместительной ареной Туркменистана является ашхабадский Олимпийский стадион, который может принять 45 тысяч зрителей. Подготовка специалистов в области физической культуры и спорта осуществляется в Национальном институте спорта и туризма Туркменистана.

## История

### Российская империя

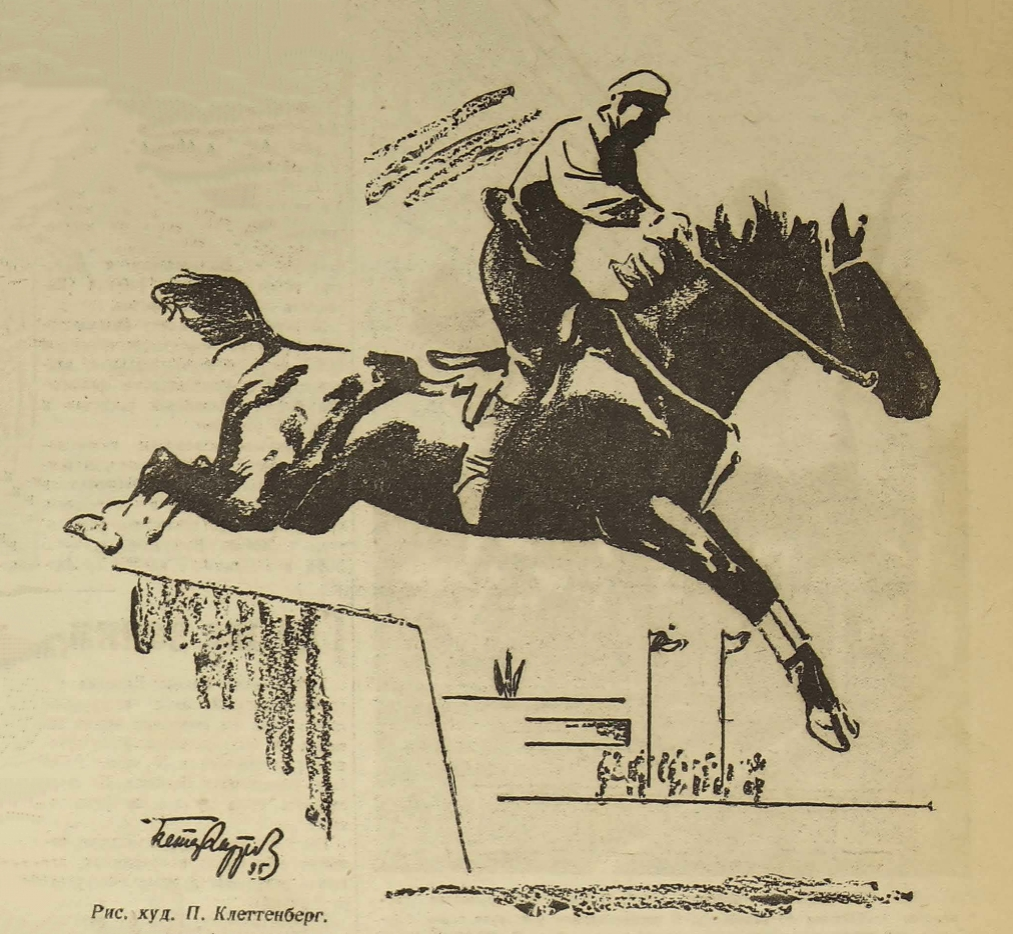
Конный наездник

На территории современного Туркменистана проводились соревнования по борьбе гореш, стрельбе из лука, боях на саблях и конные скачки. Различные состязания были распространены в частности во время свадеб или иных торжественных мероприятиях. Существовала традиция при установки кибитки устраивать соревнования яглыга товусмак (прыжок за платком).

Памятник Сули в Ашхабаде

Одной из самых древний игр, распространённых среди туркмен, были шахматы. В X веке две книги по теории шахмат написал туркмен Сули.
Популярны среди детей были такие игры как айтерек-гунтерек, ортадурмак, чуррукдепди, гуйруктутды, гизленпечек и чилик.
Первые спортивные общества появляются на территории современного Туркменистана в конце XIX — начале XX веков. В Ашхабаде в 1898 году был учреждён клуб велосипедистов, а в 1908 году — общество «Спорт». Усилиями служащих Туркестанской железной дороги создан клуб любителей спорта, где развивалась гимнастика, лёгкая и тяжёлая атлетика. В это время наиболее были известны борец Мамед Курбанов и шахматист Мадан Пальван Агалы-оглу.
Препятствием к развитию спорта в этот период являлись религиозные предрассудки и бедность.

### СССР
На первомайской демонстрации 1920 года в Ашхабаде одна из колон была сформирована из физкультурников. В 1921 году на первой Спартакиаде Средней Азии в Ташкенте туркменские спортсмены заняли второе место. Способствовало развитию спорта открытие в 1923 году в Ашхабаде стадиона и спортивного клуба.
Высший совет физкультуры при ЦИК Туркменской ССР был создан в 1925 году, который организовал среднеазиатскую спартакиаду железнодорожников в Ашхабаде, где соревновались около 150 атлетов.
В первые годы советской власти в республике был дефицит специалистов по физическому воспитанию. Для решения проблемы в учебных заведениях начали проводиться краткосрочные курсы для преподавателей физкультуры. В 1930-е годы в Ашхабадском педагогическом институте было открыто отделение физической культуры, а в 1934 году была создана республиканская школа спортивного мастерства по лёгкой атлетике. Первое специальное учебное заведение появилось в 1936 году с учреждением Туркменского государственного техникума физической культуры в Ашхабаде, работавшего до 1965 года.

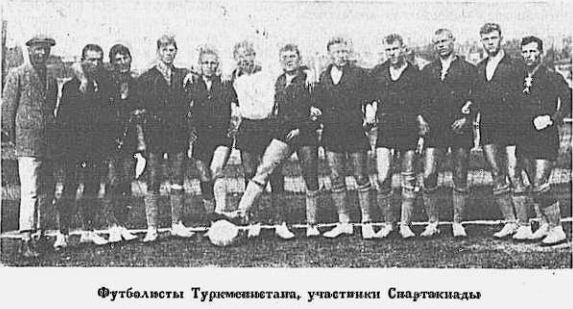
Сборная Туркменистана по футболу на Всесоюзной спартакиаде 1928 года

В 1927 году спортсмены Туркмении впервые выступили за рубежом, приехав на соревнования в иранский город Мешхед, приняв участие в лёгкой атлетике и футболе. На первой всесоюзной спартакиаде 1928 года в Москве Туркмения заняла итоговое шестое место. Примечательно было выступление баскетболистов, привёзших из советской столицы бронзовые медали. В 1931 году в Ашхабаде прошла встреча рабочих спортсменов Норвегии и Туркменской ССР.

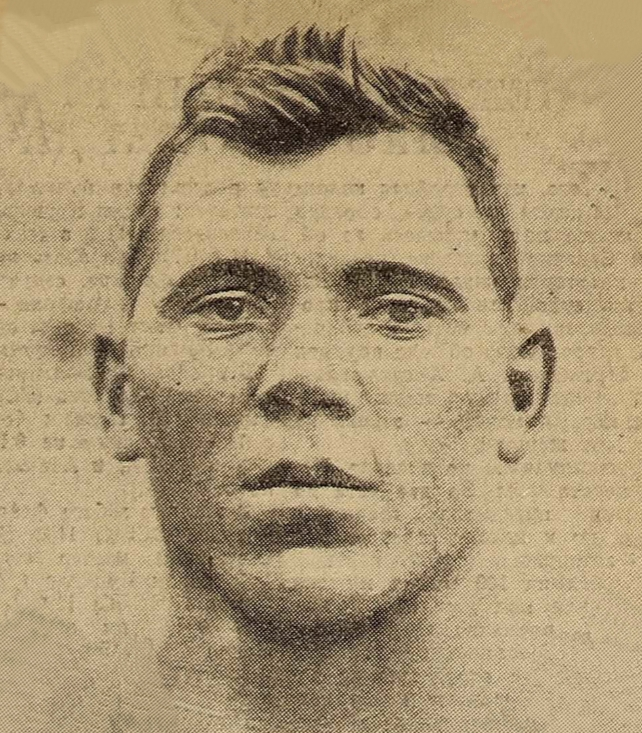
Сергей Ляхов

В конце 1920-х годов свой спортивный путь начинает легкоатлет Сергей Ляхов, неоднократно становившийся чемпионом СССР и устанавливавший рекорды СССР в толкании ядра, метании диска и молота. В этот же период были известны спортсмены Л. Кащаев (тяжёлая атлетика), Гавриил Раевский (лёгкая атлетика), Т. Тайлиев (шахматы) и Х. Палтаев (гореш).
Развитию массового спорта способствовало учреждение комплекса «Готов к труду и обороне» (ГТО). Впоследствии были созданы местные общества «Динамо», «Профсоюзы», «Локомотив», «Красное знамя», «Красная Армия» и «Спартак». Первая всетуркменская спартакиада состоялась в 1933 году и была посвящена итогам первой пятилетки. В 1936 году был учреждён республиканский комитет по делам физкультуры и спорта. Туркменская спортивная делегация участвовала в первом всесоюзном параде физкультурников в 1937 году.
По состоянию на 1935 год в Туркменской ССР было 35 тысяч физкультурников, однако туркменов из них было только чуть более тысячи человек. Женщины также являлись участниками различных спортивных соревнований. В частности в 1935 году в Ашхабаде состоялась эстафета на 5 км, где первыми выступили женские команды.

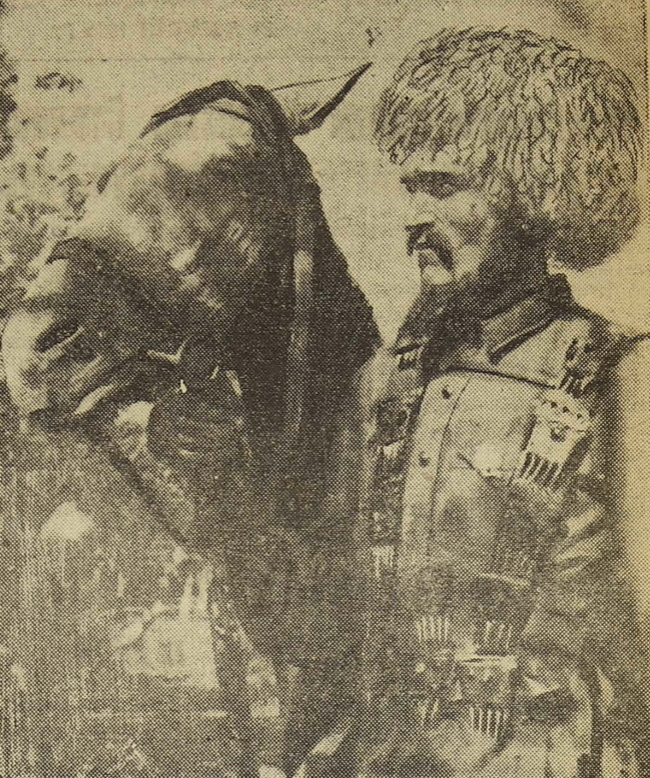
Участник конного пробега Ашхабад — Москва в 1935 году

Развивался в Туркменской ССР и велоспорт. В Ашхабаде стартовал велопробег до Москвы. К финишу, пройдя 3900 км, через 27 ходовых дней пришли Саркисов, Никитин, Оразов, Лушников, Ниязов, Махтумов и Курбан Кел. В 1935 году состоялся конный забег на 4300 км от пустыни Каракумы до советской столицы, который за 83 дня преодолели 30 человек. Водный переход на лодке таймун из Красноводска до Москвы на 4653 км совершили С. Оразов и Г. Иламанов.
Во время Великой Отечественной войны спортивные общества включились в работу по подготовки военному обучению. На фронт ушли спортсмены республики такие как велосипедисты Ч. Ниязов, Р. Бабаев, легкоатлет А. Пряхин, борцы Г. Сидоренко, Х. Палтаев, С. Курдов, штангист Г. Будлиц и гимнаст Р. Еникеев.
К 1947 году в Туркменской ССР работало 12 спортивных обществ с общей численностью членов в 23 тысяч человек, 10 споршкол и одна школа спортивного мастерства. К тому времени республика располагала 5 стадионами, 47 спортзалами и 6 бассейнами. В 1950 году республика имела 1,6 тысяч различных коллективов физической культуры, а число физкультурников увеличилось до 83 тысяч.
На Спартакиаде республик Средней Азии 1954 года представители Туркменской ССР были представлены во всех 17 видах спорта. Для популяризации спорта среди сельского населения в 1952 году было создано общество «Колхозчи». К 1980 году его численность составляла 30,7 тысяч, а общее число сельских спортивных обществ доходило до 136 тысяч.
В период с 1959 по 1961 год физической культурой занималось 307 тысяч жителей Советской Туркмении. На местных предприятиях стала регулярно проводиться производственная гимнастика. В 1962 году состоялась первая республиканская женская спартакиада, которая впоследствии стала ежегодной. На подобной спартакиаде 1970 года участвовало 65 тысяч спортсменок, а около 4 тысяч получило спортивные разряды. По состоянию на 1967 года из 340 тысяч занимающихся физической культурой, 101 тысячу составляли представительницы женского пола.
При Ашхабадском государственном педагогическом институте в 1954 году появилось отделение физического воспитания, переданное спустя год в Туркменский государственный университет имени Горького. На его базе был основан факультет физического воспитания, который в 1981 году стал основой для создания Туркменского государственного института физической культуры. К 1981 году ТГУ подготовил свыше 2500 специалистов с высшим образованием в сфере физической культуры. Всего по состоянию на 1980 год в школах Туркмении трудилось 1,2 тысячи преподавателей физического воспитания с высшим образованием.
Развитию водных видов спорта способствовало строительство Каракумского канала, где были созданы различные специализированные секции.
К 1980 году в Туркменской ССР было 94 спортивных школы, учащимися которых было 27,7 тысяч человек. Участниками 11-й Спартакиады Туркменской ССР в 1979 году стало 523 тысячи спортсменов в 26 видах спорта. На Спартакиаде народов СССР 1979 года Туркменскую ССР представляло 9 мастеров спорта международного класса, 126 мастеров спорта СССР, 133 кандидата в мастера спорта и спортсменов 1-го разряда.

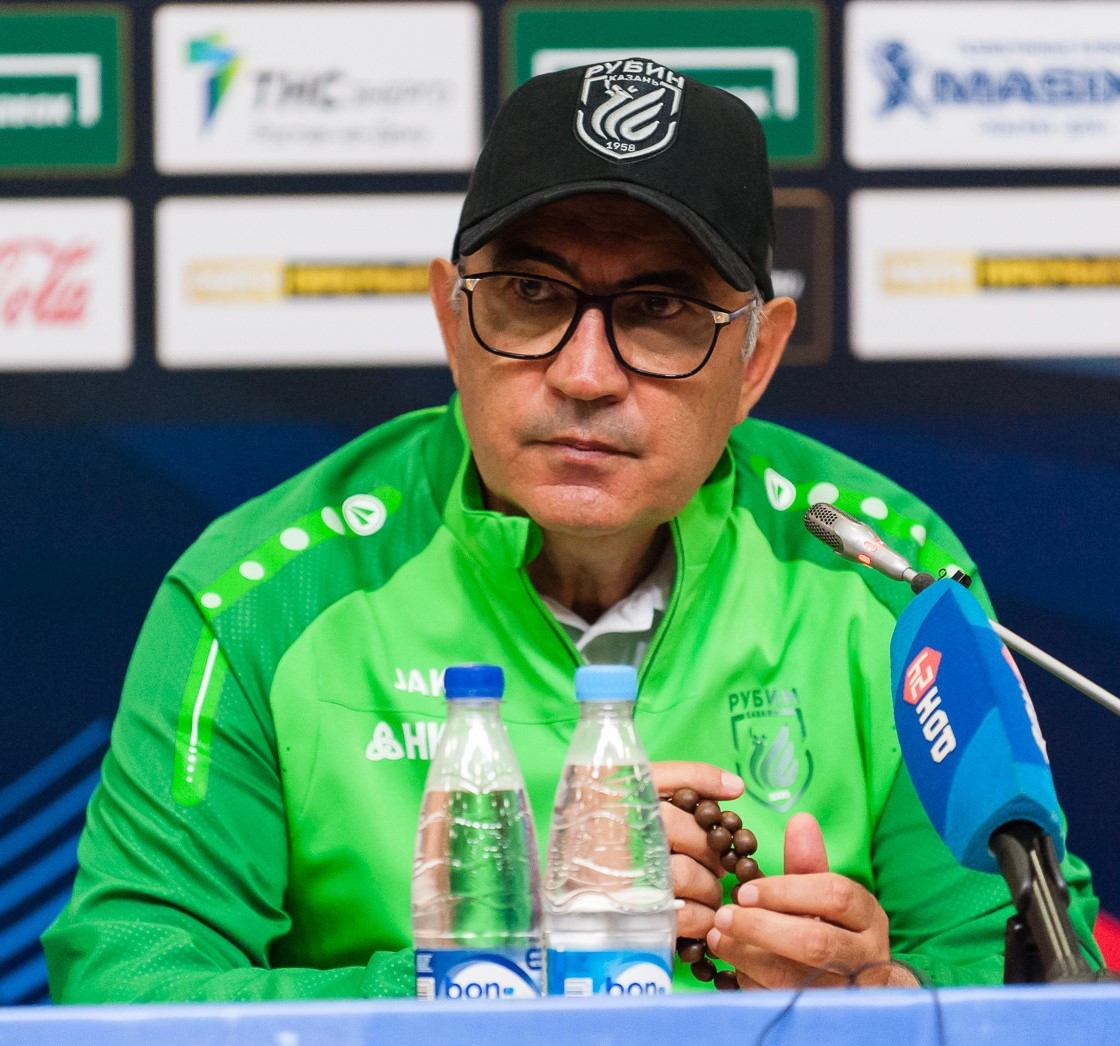
Курбан Бердыев

Наряду с Киргизской ССР, Туркмения никогда не имела своей футбольной команды в Высшей лиге СССР. Наиболее успешной туркменской командой был «Копетдаг», игравший на уровне Первой лиге СССР. Самыми известными футболистами Туркменской ССР являлись Курбан Бердыев, Сергей Агашков, Дмитрий Хомуха, Чарыяр Мухадов и Виталий Кафанов. Проводился розыгрыш чемпионата и кубка Туркменской ССР, где наиболее успешными были столичные команды Ашхабада.

### Независимый Туркменистан
После обретения Туркменистаном независимости был учреждён Комитет по физической культуре и спорту при Кабинете министров Туркменистана. В 2000 году он был трансформирован в Государственный комитет Туркменистана по туризму и спорту, а в 2012 году на его основе был создан Государственный комитет Туркменистана по спорту. В 2018 году его правопреемником стало Министерство спорта и молодёжной политики Туркменистана. Очередная реформа прошла в 2022 году, в результате чего был создан Государственный комитет Туркменистана по физкультуре и спорту.
Олимпийский комитет Туркменистана был создан в 1990 году, а в 1993 году получил признание от Международного олимпийского комитета Первыми Олимпийскими играми для Туркменистана стали игры 1996 года в Атланте.

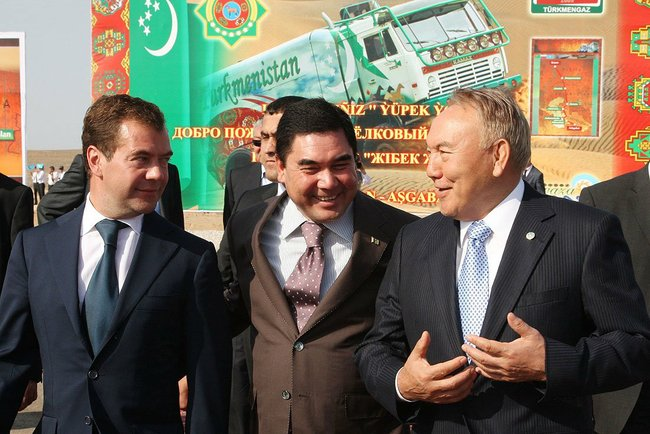
Президент Туркменистана Гурбангулы Бердымухамедов рядом с президентом России Дмитрием Медведевым и президентом Казахстана Нурсултаном Назарбаевым на торжественных мероприятиях завершающего этапа ралли «Шёлковый путь 2009»

Существенное влияние на спорт Туркменистана оказывает правящий режим Сердара Бердымухамедова и его отца Гурбангулы Бердымухамедова, фактически представляющий собой авторитарную диктатуру с одним из наихудших в мире показателей в области соблюдения прав человека. Руководство Туркменистана использует проведение массовых международных соревнований в качестве спортсвошинга (улучшения репутации, запятнанной неправомерными действиями через проведение спортивных состязаний).

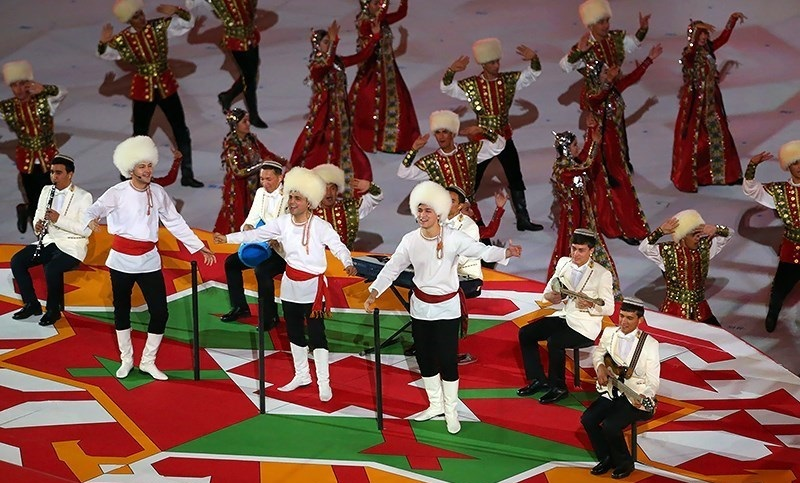
Открытие Азиатских игр по боевым искусствам и состязаниям в помещениях, 2017 год

Крупнейшим соревнованием, которое организовывал Туркменистан, стали Азиатские игры по боевым искусствам и состязаниям в помещениях, прошедшие в Ашхабаде в сентябре 2017 года. На подготовку инфраструктуры к соревнованиям было потрачено от 10 до 15 млрд долларов, что сопоставимо с проведением Олимпийских игр. В частности расходы на Олимпиаду 2016 года в Рио-де-Жанейро составили 13 млрд долларов. Туркменистан стал победителем в общекомандном зачёте, завоевав 226 медалей (74 золотые, 67 серебряных, 85 бронзовых). После окончания турнира ряд спортсменов были уличены в употребления допинга. По данным местного отделения радио «Свобода» аресты касались четырёх человек, включая борца на поясах Али Аллабердыева, получившего 12 летний срок заключения.
На территории Туркменистана в 2009 году состоялся дебютный марафон в рамках ралли «Шёлковый путь». В 2015 и 2017 годах в Ашхабаде проходили сессии генеральной ассамблеи Олимпийского совета Азии. Ашхабад также принимал чемпионат Азии по самбо 2016 года, чемпионат Азии по тяжёлой атлетике 2017 года и чемпионат мира по тяжёлой атлетике 2018 года.
Несмотря на значительные вливание средств в спортивную инфраструктуру заметного эффекта на улучшение спортивных результатов туркменских спортсменов это не оказывает. Основными причинами является неэффективность вложения денег в строительство стадионов, которые после крупных международных мероприятий практически не используются. Ещё одним фактором является низкая оплата труда для спортивных тренеров и высокая стоимость занятий для детей. Осложняло ситуацию с результатами на международных соревнованиях не допуск спортсменов из-за так называемых проверок «уч-арка», предписывающих сдавать информацию о трёх поколениях родственников, которые проживали в Туркменистане. Подобные меры привели к тому, что ряд спортсменов нетуркменской национальности (азербайджанцы, армяня, русские и казахи) имели ограничения при выступлениях на международных состязаниях. В 2023 году проверка «уч-арка» для спортсменов была отменена президентским распоряжением
По инициативе Гурбангулы Бердымухамедова в 2023 году был создан футбольный клуб «Аркадаг» в новом городе Аркадаг, название которого отсылает к официальному титулу президента Туркменистана. Экс-президент лично участвовал в разработке формы и логотипа команды. Для комплектования «Аркадага» были собраны лучшие футболисты из других туркменских клубов в результате чего уже в первом своём сезоне команда стала чемпионом Туркменистана.
С 2012 года на территории республики вещает общенациональный государственный спортивный телеканал «Туркменистан спорт».

## Туркменистан на международных соревнованиях

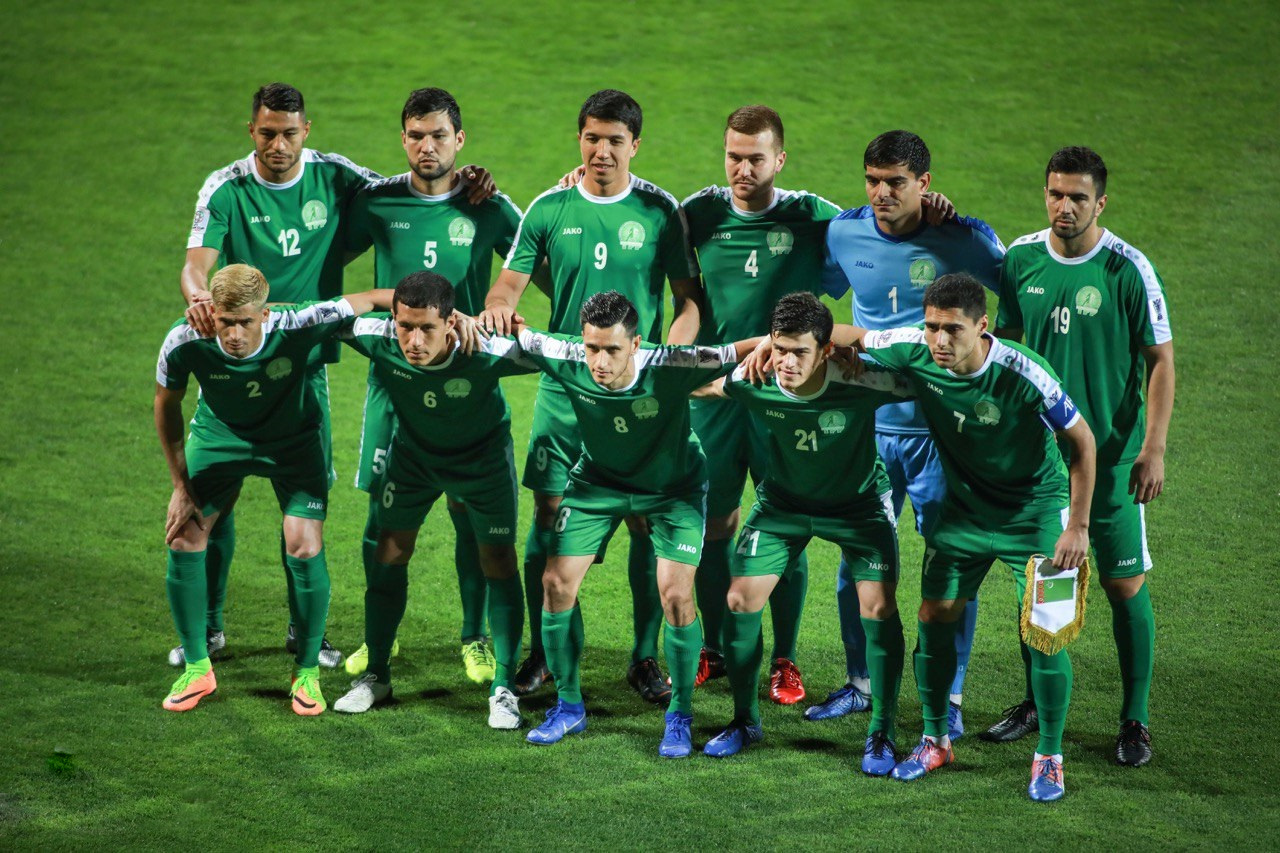
Сборная Туркменистана по футболу, 2019 год

Впервые на Олимпийских играх Туркменистан выступил в 1996 году на играх в Атланте. Первым в истории страны знаменосцем стал борец греко-римского стиля Розы Реджепов. Единственную медаль Туркменистану принесла Полина Гурьева, завоевав серебро на Олимпиаде 2020 в Токио в соревнованиях по тяжёлой атлетике. Первой женщиной-знаменосцем Туркменистана стала дзюдоистка Гульбадам Бабамуратова, державшая флаг на открытие Олимпийских игр 2024 года в Париже.
На Паралимпийских играх туркменские спортсмены дебютировали в 2000 году. С тех пор страна участвовала на всех летних играх (за исключением игр 2020 года), но ни разу не завоёвывала медали. Одна бронзовая награда была завоёвана Туркменистаном на Юношеских Олимпийских играх.
Туркменистан является участником Универсиад, где в его активе 16 медалей (2 золотые, 3 серебряные и 11 бронзовых). На уровне Азиатских игр Туркменистан имеет 30 медалей (3 золотые, 9 серебряных, 18 бронзовых).
Сборная Туркменистана по футболу никогда не участвовала в чемпионатах мира, однако дважды отбиралась на финальный этап Кубка Азии в 2004 и 2019 годах. Туркменские игроки в мини-футбол 7 раз защищали честь страны на Кубке Азии. Лучший результат на Шахматной олимпиаде туркменская сборная показала в 1992 году, заняв итоговое 30 место. С 2004 году теннисные сборные Туркменистана участвуют в Кубке Дэвиса (мужчины) и Кубке Федерации (женщины). В 2007 году мужская сборная Туркменистана по кабадди принимала участие в чемпионате мира.

## Спортивная инфраструктура

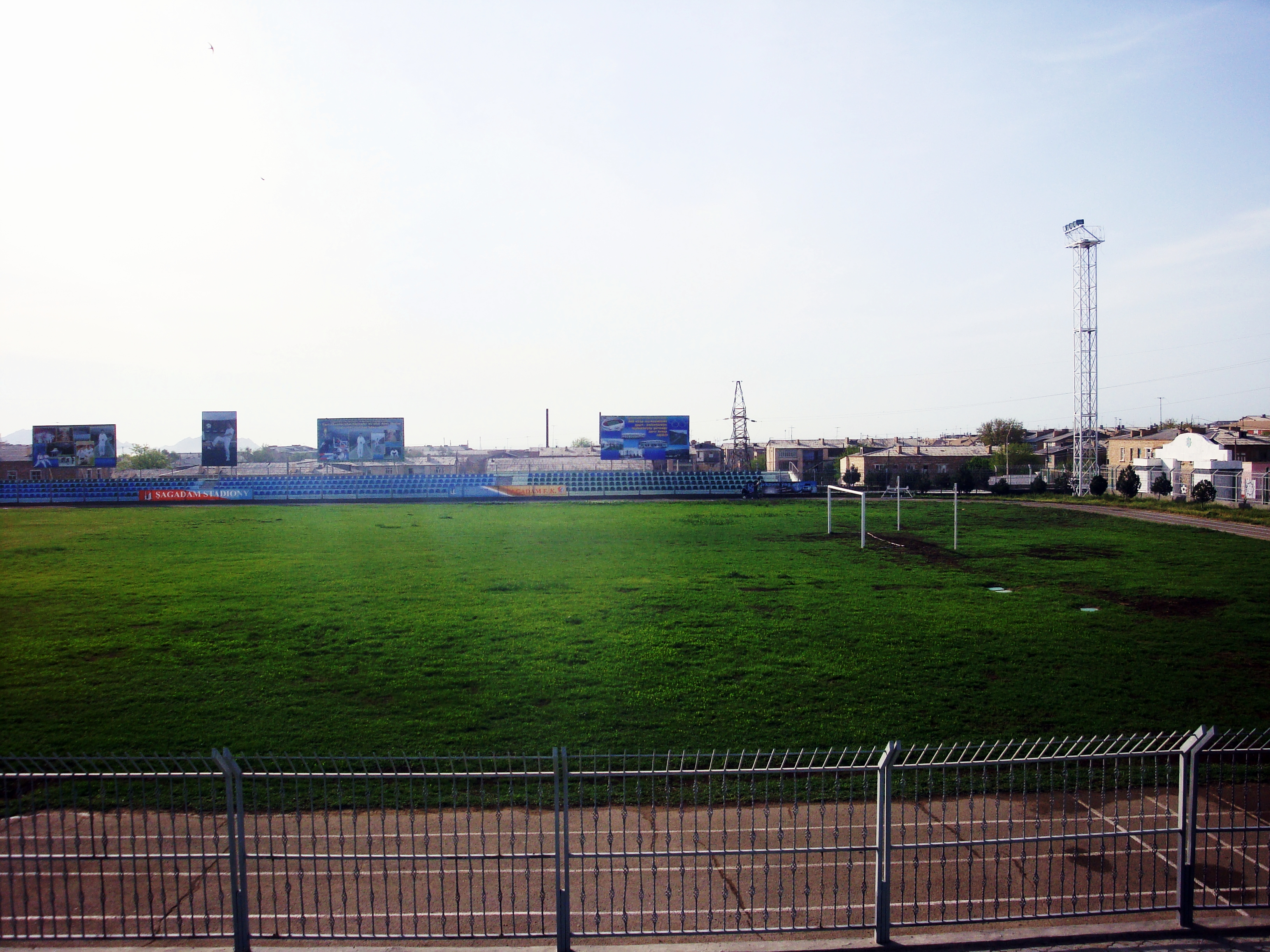
Стадион «Шагадам» в Туркменбаши

В 1920-е годы в Ашхабаде близ железнодорожной станции был построен стадион «Локомотив». К 1947 году в Туркменской ССР имелось 6 стадионов, 19 футбольный полей и 17 гимнастических залов. Спустя 30 лет, в 1977 году, республика имела уже 19 стадионов и 491 гимнастический зала. В советское время в посёлке Берзенги работал стадион для стрельбы из лука.
Крупнейшей ареной Туркменистана является ашхабадский Олимпийский стадион, построенный в 2017 году вместимостью 45 тысяч зрителей. Стоимость Олимпийского городка в Ашхабаде, где расположен стадион, обошлась государству в сумму равной порядка 5 млрд долларов.

## Известные спортсмены

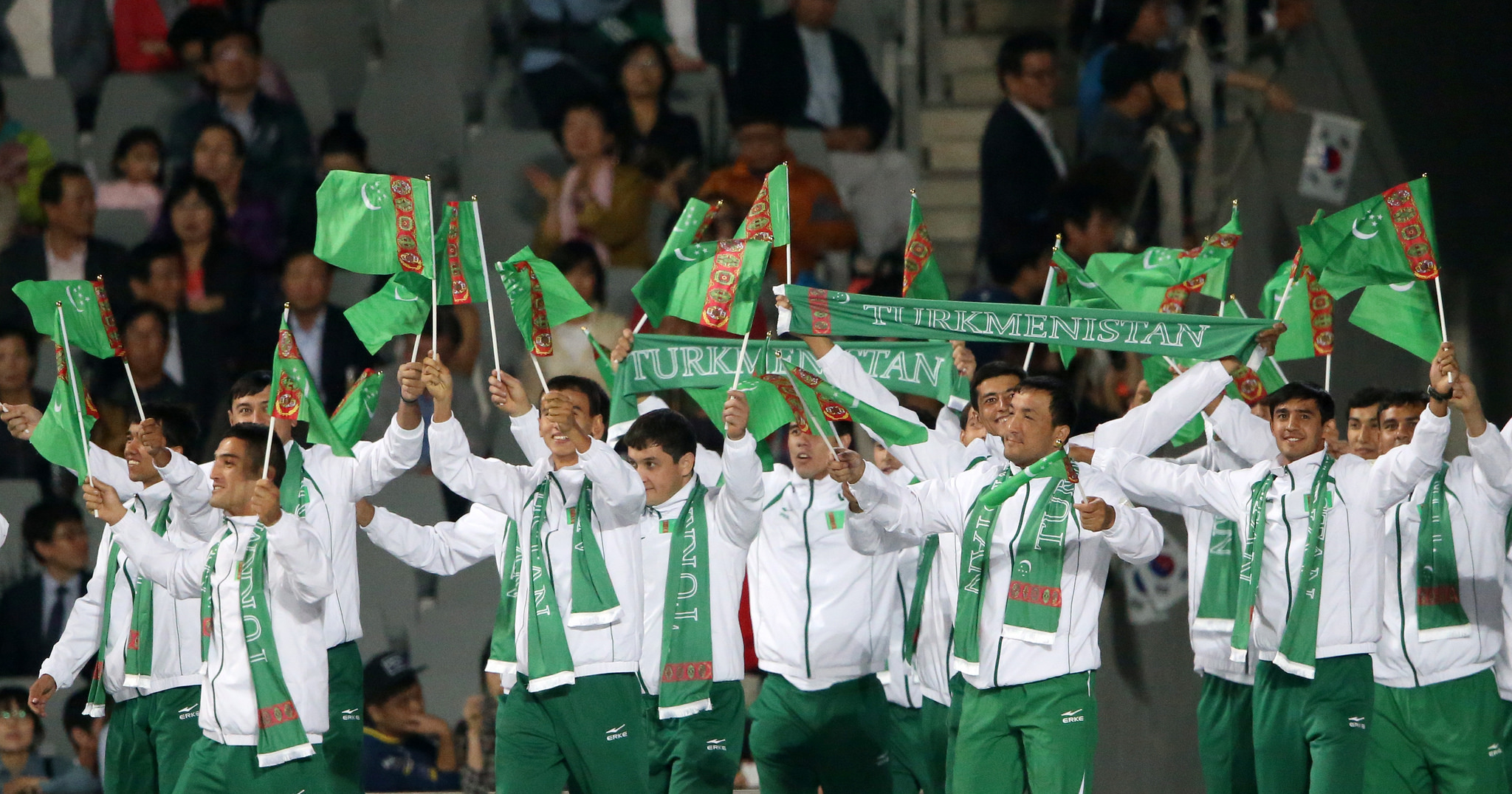
Туркменские спортсмены на открытии Азиатских игр 2014 года

Единственной олимпийской медалисткой независимого Туркменистана является тяжелоатлетка Полина Гурьева. Призёрами международных соревнований также становились Гульбадам Бабамуратова (дзюдо), Мердан Атаев (плавание), Шохрат Курбанов и Сердар Худайбердыев (бокс).
В советское время неоднократным чемпионом мира и серебряным призёром Олимпийских игр 1960 года был Марат Ниязов, выступавший в дисциплинах по пулевой стрельбе. Трижды Олимпийским чемпионом (1964, 1968, 1972) в гребле на байдарках становился уроженец Красноводска Владимир Морозов. Среди уроженцев Туркменистана, которые становились призёрами Олимпийских игр в составе советской сборной, были Юрий Ковшов (конный спорт), Иосиф Бердиев (спортивная гимнастика), Элен Шакирова (баскетбол), Элина Гусева (гандбол), Борис Крамаренко (борьба греко-римская) и Геннадий Николаев (плавание).

## Федерации
На территории Туркменистана функционирует ряд спортивных федераций, включая такие как:
- Боулинг федерация Туркменистана
- Каратэдо федерация Туркменистана
- Национальная федерация боевых искусств Туркменистана
- Национальная федерация стрельбы из лука Туркменистана
- Национальная федерация электронного спорта Туркменистана
- Федерация автомобильного спорта Туркменистана
- Федерация баскетбола Туркменистана
- Федерация бильярдного спорта Туркменистана
- Федерация бокса Туркменистана
- Федерация борьбы на поясах Туркменистана
- Федерация велоспорта Туркменистана
- Федерация водных видов спорта Туркменистана
- Федерация волейбола Туркменистана
- Федерация гандбола Туркменистана
- Федерация гольфа Туркменистана
- Федерация гребли Туркменистана
- Федерация кикбоксинга Туркменистана
- Федерация конного спорта Туркменистана…
- Федерация кураша Туркменистана
- Федерация легкой атлетики Туркменистана
- Федерация петанка Туркменистана
- Федерация по фехтованию Туркменистана
- Федерация спортивных танцев Туркменистана
- Федерация танцевального спорта Туркменистана
- Федерация тенниса Туркменистана
- Федерация Туркменистана по вольной борьбе
- Федерация Туркменистана по настольному теннису
- Федерация Туркменистана по стрельбы по луку
- Федерация тяжелой атлетики Туркменистана
- Федерация Туркменистана по универсальному бою Ханмудо
- Федерация ушу Туркменистана
- Федерация фехтования Туркменистана
- Федерация футбола Туркменистана
- Федерация хоккея Туркменистана
- Федерация шахмат Туркменистана